# Parry Mitchell, Baron Mitchell

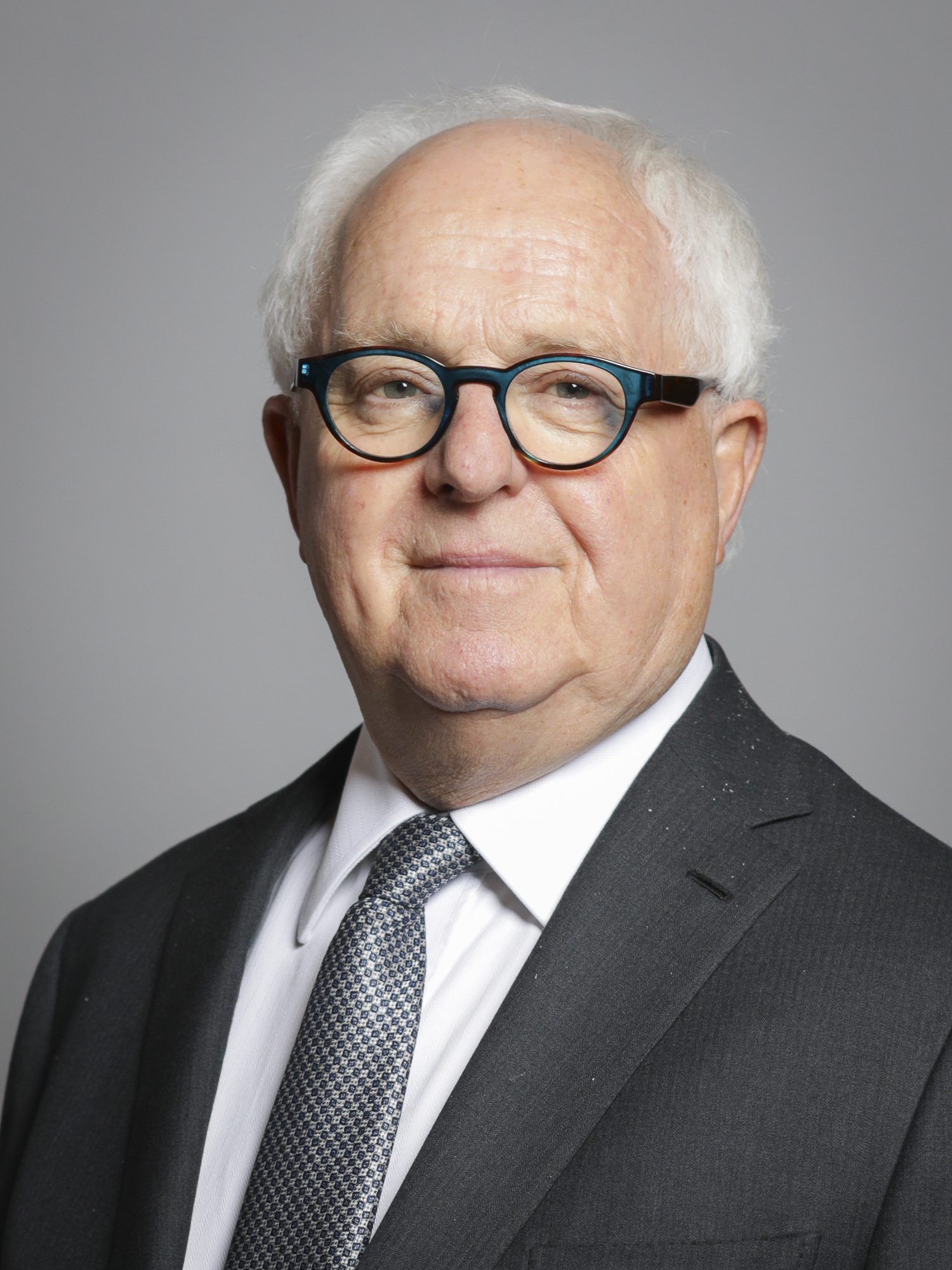
Parry Mitchell, Baron Mitchell

Parry Andrew Mitchell, Baron Mitchell (* 6. Mai 1943) ist ein britischer Geschäftsmann, Politiker der Labour Party und Life Peer.

## Leben und Karriere
Mitchell wurde am 6. Mai 1943 als Sohn von Leon Mitchell geboren. Er besuchte die London University und die Graduate School of Business der Columbia University, welche er mit einem MBA abschloss.
Als Unternehmer wurde er im Bereich der Informationstechnologie tätig. Er war an der Gründung von drei Unternehmen beteiligt, die im In- und Ausland Marktführer wurden.
Von 1976 bis 1987 war er Vorsitzender (Chairman) der United Leasing plc. Von 1992 bis 2006 war er Vorsitzender der Syscap plc. Dort begann er mit 5 Mitarbeitern, mittlerweile sind dort fast 200 Mitarbeiter tätig. Seit 2006 ist er dies bei der elearning Foundation und der Weizmann UK.
Derzeit (September 2012) ist er außerdem Vorsitzender (Chair) und Mitglied des Treuhandrates (Trustee) des Coexistence Trust seit 2008. Er ist Mitglied des Treuhandrates des Genesis Research Trust und der Lowy Mitchell Foundation.
Mitchell ist Schirmherr (Patron) von Jewish Care und World Jewish Relief.

## Mitgliedschaft im House of Lords
Mitchell wurde am 10. Mai 2000 zum Life Peer als Baron Mitchell, of Hampstead in the London Borough of Camden ernannt und seine offizielle Einführung ins House of Lords erfolgte am 24. Mai 2000 mit der Unterstützung von Margaret Jay, Baroness Jay of Paddington und Michael Levy, Baron Levy.
Seine Antrittsrede hielt er am 7. Dezember 2000 im Rahmen der Address in Reply to Her Majesty's Most Gracious Speech. Kurz zuvor waren sowohl sein Vater Leon als auch seine Schwiegereltern Professor Jack Lowy und Ruth Lowy gestorben.
Als Themen von politischem Interesse nennt er auf der Webseite des Oberhauses Informationstechnologie, Kleinunternehmen, äußere Angelegenheiten, Bildung und Alkoholmissbrauch. Als Staaten von Interesse nennt er dort Israel und die USA.
Er meldete sich in den folgenden Jahren zu den Themen Kindesmissbrauch, Afghanistan, dem Mittleren Osten, Victor Bout und Alkoholmissbrauch zu Wort.
Seit 2012 ist er Oppositionssprecher für Business, Innovation and Skills.
- Sitzungsperiode 1. April 2001 bis 31. März 2002: 81 Tage
- Sitzungsperiode 1. April 2002 bis 31. März 2003: 116 Tage
- Sitzungsperiode 1. April 2003 bis 31. März 2004: 114 Tage
- Sitzungsperiode 1. April 2004 bis 31. März 2005: 96 Tage
- Sitzungsperiode 1. April 2005 bis 31. März 2006: 70 Tage
- Sitzungsperiode 1. April 2006 bis 31. März 2007: 88 Tage
- Sitzungsperiode 1. April 2007 bis 31. März 2008: 83 Tage
- Sitzungsperiode 1. April 2008 bis 31. März 2009: 78 Tage
- Sitzungsperiode 1. April 2009 bis 31. März 2010: 75 Tage
- Sitzungsperiode 1. April 2010 bis 30. Juni 2010: 12 Tage
- Sitzungsperiode 1. Juli 2010 bis 30. September 2010: 0 Tage
- Sitzungsperiode 1. Oktober 2010 bis 31. Dezember 2010: 17 Tage
- Sitzungsperiode 1. Januar 2011 bis 31. März 2011: 26 Tage
- April 2011: 2 Tage (von 7)
- Mai 2011: 7 Tage (von 15)
- Juni 2011: 10 Tage (von 17)
- Juli 2011: 1 Tage (von 13)
- August 2011: 0 Tage (von 1)
- September 2011: 7 Tage (von 8)
- Oktober 2011: 11 Tage (von 18)
- November 2011: 10 Tage (von 18)
- Dezember 2011: 8 Tage (von 13)
- Januar 2012: 6 Tage (von 14)
- Februar 2012: 4 Tage (von 14)
- März 2012: 14 Tage (von 17)
- April 2012: 3 Tage (von 5)
- Mai 2012: 4 Tage (von 13)
- Juni 2012: 6 Tage (von 13)
- Juli 2012: 4 Tage (von 16)

Seine Anwesenheit bei Sitzungstagen liegt im Zeitraum seit 2001 im mittleren Bereich der Sitzungen.

## Familie
Mitchell ist mit Lady Hannah Lowy Mitchell verheiratet. Sie halten jährlich ein Essen im House of Lords zu Ehren von Women for Women International ab.